# Aurore Gorius
Pour les articles homonymes, voir Gorius.
Aurore Gorius, née en 1978, est une journaliste d'investigation qui s'est spécialisée dans les sujets économiques et politiques. 
Elle est membre de la rédaction du site d'information Les Jours.

## Biographie
Diplômée de l'Institut d'études politiques de Strasbourg (2000). À sa sortie de l'Institut français de presse (université Paris 2 Panthéon-Assas), elle a d'abord travaillé pour le quotidien France-Soir, entre 2001 et 2006, couvrant les sujets sociaux et économiques.
En 2002, elle reçoit une mention spéciale du prix américain décerné par « Investigative reporters and editors », pour une enquête collaborative publiée dans le quotidien Le Figaro sur une affaire de corruption touchant des hommes politiques depuis 1992 :
« Nous avons enquêté sur une loi touchant les salaires des hommes politiques et comment un mécanisme avait été créé pour reverser leurs dépassements de salaires à des membres de leur parti. Un détournement qui concernait 45 millions de dollars sur la décennie passée. ».
Elle a été membre de la rédaction de l'hebdomadaire Le Point (service économie, rubrique social) entre 2006 et 2010. 
En mars 2011, elle co-écrit l'ouvrage Les Gourous de la com' aux éditions La Découverte, enquête sur les communicants qui travaille dans l'ombre des politiques et des grands patrons,. 
De 2011 à 2013, elle écrit des chroniques politiques sur le site de L'Obs . Elle a aussi collaboré avec La Revue du Crieur, ou La Revue dessinée.
Elle enseigne les techniques d'enquête journalistique dans différentes écoles (Emi-CFD, IEJ...).
Aurore Gorius est membre du Consortium international des journalistes d'investigation (ICIJ), avec Fabrice Arfi et Karl Laske, journalistes à Mediapart. Elle a également été membre de l'Association des journalistes de l'information sociale.
Depuis janvier 2017, elle travaille pour le site d'information Les Jours, à des séries d'enquêtes dans les coulisses du pouvoir sur les communicants, les conseillers, les lobbyistes et des enquêtes sur l'industrie pharmaceutique,.

## Publications
- La CFDT ou La volonté de signer (en collaboration avec Michaël Moreau), Hachette Littératures, coll. « Les Docs », 2006  (ISBN 2-01-235850-0)[1]
- Emploiscopie : tout ce que l'on doit savoir sur le travail et l'emploi (en collaboration avec Laurent Jeanneau), Autrement, 2007  (ISBN 978-2-7467-1045-0) Édition 2007-2008
- Les gourous de la com' : trente ans de manipulation économique et politique (en collaboration avec Michaël Moreau), La Découverte, coll. « La Découverte-poche. Essais », 2011  (ISBN 978-2-7071-7446-8)[1]
- Fils et filles de... : enquête sur la nouvelle aristocratie française (en collaboration avec Anne-Noémie Dorion), La Découverte, coll. «  Cahiers libres », 2015  (ISBN 978-2-7071-8277-7)
- Les gourous de la com' dérapent - Grandeur et décadence des conseillers de l'ombre (en collaboration avec Michaël Moreau), Fayard, 2016[4]